# Steinhatchee River
Der Steinhatchee River ist ein 55,5 km langer Fluss im Big Bend des Bundesstaates Florida im Südosten der Vereinigten Staaten.  Historische Namen des Flusses sind Hittenhatchee, Esteenhatchee und Isteenhatchee.

## Geographie
Der Fluss entspringt im Mallory Swamp etwa 9 km südsüdwestlich von Mayo im Lafayette County. In südsüdwestlicher Richtung abfließend passiert der Fluss die Grenze zwischen Lafayette County und Dixie County. Wenige Kilometer flussabwärts quert der Steinhatchee River zweimal die Grenze zwischen Dixie County und Taylor County um diese anschließend bis zur Mündung zu bilden. Westlich von Steinhatchee mündet der Fluss in den Golf von Mexiko. Das Einzugsgebiet des Flusses umfasst ein Gebiet von 1520 km².
Die einzigen Ortschaften direkt am Fluss sind Steinhatchee und Jena in der Nähe der Flussmündung. Der Fluss ist nicht ausgebaut und dient nur der Erholung und der Nutzung als natürlicher Hafen für die Anlandung des lokalen Fischfangs. Rund 1,5 km des Flusses verlaufen unterirdisch, ungefähr dort, wo der U.S. Highway 19 den Fluss kreuzt.
Rund 13 km oberhalb der Mündung befinden sich die Steinhatchee Falls, wo der Fluss einige Dezimeter fällt.